# عفر (عرقية)

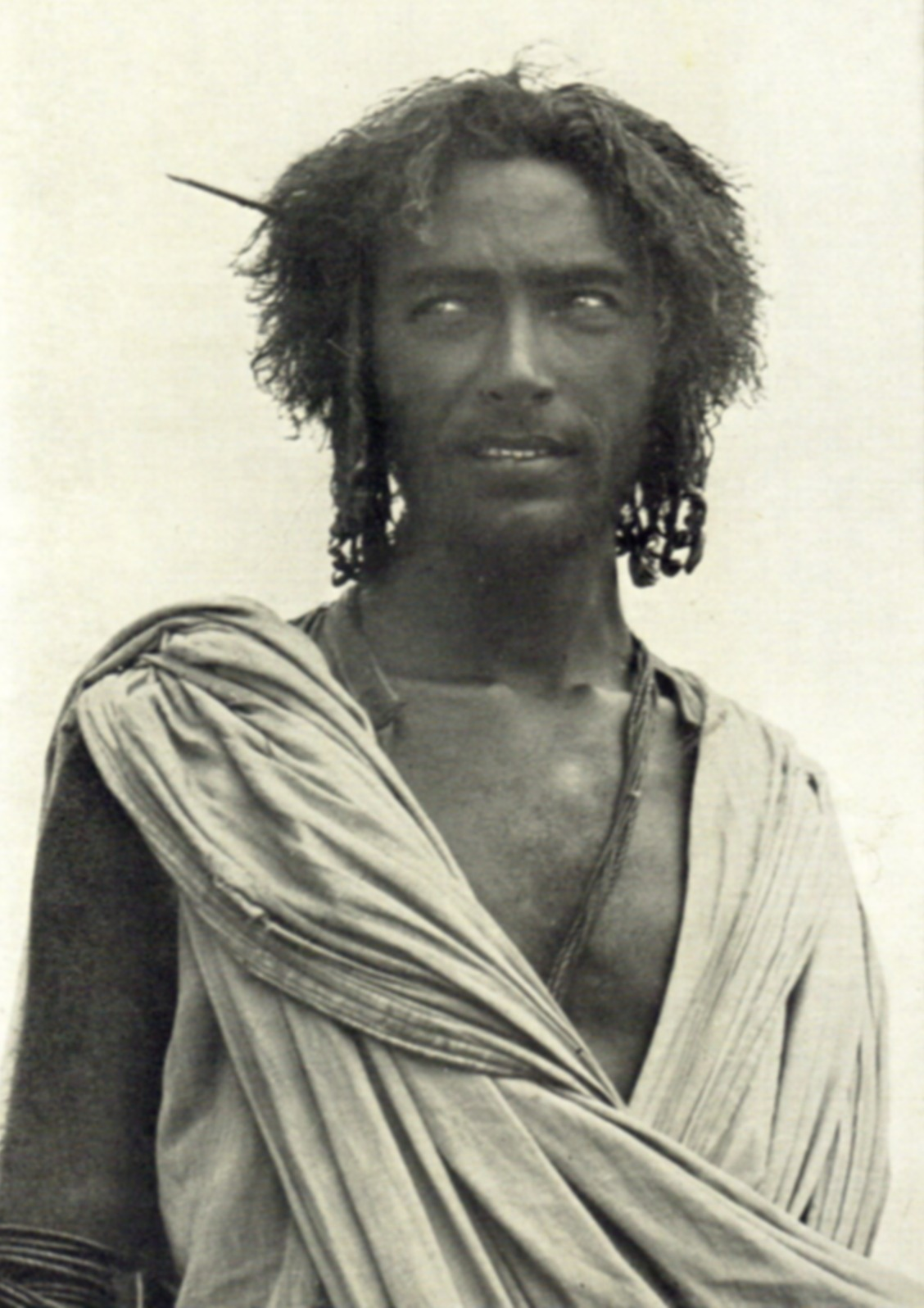
أحد بدو العفر في الزي التقليدي

العفر (بالعفرية: Qafár) وتعرف أيضًا باسم داناكيل وأدالي وأودالي، وهي مجموعة عرقية كوشية تسكن منطقة القرن الأفريقي. نزح العفر من اليمن إلى القرن الإفريقي منذ أكثر من 400 سنة واستقروا في تلك المنطقة (إرتريا، أثيوبيا، وجيبوتي)، كانوا يدينون بالوثنية قبل الإسلام، ثم أصبحوا جميعاً من المسلمين بعد مجيئ الإسلام، فكانوا هم أول من آمنوا، والهجرة الأولى كانت إلى الحبشة فدخلوا المسلمين على رأسهم جعفر الطيار عبر الإقليم العفري الساحل البحر الأحمر، كتب في ذلك العلامة الأمير شكيب أرسلان في كتابه (مسلمو الحبشة) كما كتب عنهم أحمد بن علي بن عبد القادر بن محمد المقريزي في كتابه (الإلمام بأخبار من بأرض الحبشة من ملوك الإسلام)، وكان للعفر سلطنات وإمارات تحكم قبائل العفر المترامية الأطراف، وكانت هذه الإمارات مستقلة استقلال تاماً عن الحبشة حتى أن بعض الدول الأجنبية والعربية كانت تعقد معهم الاتفاقيات المباشرة بينها وبين هؤلاء السلاطين، مثل مصر والسودان واليمن إلا أن هذه الاتفاقيات والتاريخ فقدت من يدونها كغيرهم من شعوب هذه المنطقة. إذن أن الشعب العفري هم أقدم شعب شهدت وجوده منطقة القرن الإفريقي ويعتبر من أقدم الشعوب الحامية التي انتشرت في القرن الإفريقي على امتداد سواحل البحر الأحمرعلى جانب الإفريقي وهضبة الحبشة منذ آلاف السنين.
وإن الأصل من أثيوبيا اللغة: هي اللغة العفرية فإذا تأملنا ورجعنا إلى اللغات القديمة التي كانوا يتحدثون بها أجدادهم منذ آلاف السنين قبل الميلاد، والشواهد تقول بأنها لغة سامية إلى حد ما، أنها وإن كانت أقرب إلى لغة المعين في اليمن هي اللغة السامية إلى حد ما، وهناك من يرى أن لغتهم تنتمي إلى الكوشية نسبة إلى حام بن كوش، فلغة العفر إذا ما قورنت باللغة العربية فإننا نجد معظم ألفاظها متطابقة لها، مما جعل دخولهم في الإسلام سهلاً، ولذا أصبحت اللغة العفرية تضم الألفاظ العربية الدينية التجارية وكتبت العفرية بالعربية، وحولت باللاتينية من السبعينات.
مكان تواجد العفر: يتواجد العفر في كل من جيبوتي وإرتريا وأثيوبيا على امتداد ساحل البحر الأحمر من الجانب الإفريقي إلى هضبة الحبشة، ويقدر تعدادهم إلى أكثر من سبعة ملايين نسمة.
الأسماء التي تطلق على العفر:
1. دناكل: يعتبر هذا الاسم من أشهر الأسماء التي أطلقت على العفر وشاع استعمالها عند العرب.
2. أدال: وهو الاسم الذي أطلقه الأحباش في العصور الوسطى نسبة إلى سلطنة عدل والتي اتحدت مع سلطنة ايفات الإسلامية.
3. عدعلي: وهذا الاسم أطلقته بعض القبائل الصومالية المجاورة للعفر وهي مأخوذة من سلطنة عدل من قبيلة عد علي المعروفة تاريخياً.

الحياة الاجتماعية للعفر: يحترف العفر الرعي والزراعة وصيد الأسماك واسخراج الأحجار الكريمة من منطقة البحر الأحمر، أطلق اسم الشهرة على العفر بربان البحر الأحمر نسبة لمهارتهم في مجال عمل البحر. إن الشعب العفري عرف بكرمه وزهده وشجاعته وتعامله الطيب مع من يحيطون به.
دخول الإسلام إلى الأراضي العفرية: جعل الموقع الجغرافي الإستراتيجي الذي يشغله العفر على البحر الأحمر وباب المندب أن تكون ميناء (معدر) العفرية معبراً للفوج الأول من الصحابة رضوان الله عليهم إلى ديار ملك النجاشي ويرجع الفضل للعفر لسلامة هذه البعثة كان ذلك في بداية نور الإسلام على الأراضي العفرية التي عمها فيما بعض حيث يعتبر الشعب العفري من الشعوب الذي لا يوجد بينهم من يدين بدين غير الإسلام وكلهم سنيون على مذهب الشافعي والحنفية واذ انتشار الإسلام بين العفر من الهجرات العربية من منطقة عمان واليمن والحجاز إلى الأراضي العفرية إضافة إلى العلاقات التجارية التي كانت تلعب دوراً هاماً لبناء العلاقات الاجتماعية والاقتصادية بين بلاد العرب وسواحل البحر الأحمر وكانت مناطق العفر من أهم المناطق دخل مناها لإسلام إلى هضبة الحبشة.
دور العفر في نشر الإسلام في منطقة القرن الأفريقي:
تحمل العفر أعباء نشر الإسلام في ربوع المنطقة حتى وصل الإسلام إلى منطقة القرن الأفريقي وأنشأوا سبع سلطنات أو سبع مماليك وكانت هذه السلطنات عفرية عربية وقامت بدور كبير في نشر الإسلام في القرن الأفريقي وهضبة الحبشة ودخلت هذه المماليك في العصور الوسطى حروباً طويلة مع الأحباش المسيحية التي كانت تغزو المنطقة بسبب أو لآخر وكانت العفر تتبادل فيها النصر والهزيمة، وأخذت هذه الحروب المتكررة طابعاً دينياً لأن الأحباش كانت تشن دائماً حروب صليبية ضد هذه المماليك والسلاطين العفرية الإسلامية وحيث انتهى هذا الصراع بنهايته المتوقعة له بعد أن تتكاتف الغرب الصليبيين مع مكلوك الحبشة في القضاء على جهاد المماليك الإسلامية والزيلع ضد صليبية الأحباش، وكانت مماليك زيلع الإسلامية تجاهد وتقاتل الأحباش واحدة تلو الأخرى فإذا انهارت أحدهما قامت دولةٌ أخرى ورفعت لواء الجهاد وحمل لواء الجهاد الإمام أحمد إبراهيم الذي يلقبه العفر (أحمد جرى الأشول) واستطاع أن يتصدى عدوان الأحباش النصارى وتم الهجوم عليهم في عقر دارهم واتسمت غزواته بالسرعة والمفاجئة والحماسة والشدة واعتمد الإمام في جهاده ضد الأحباش على العفر والتي كانت تشكل غالبية جيشه ومن هنا يتضح لنا مدى دور العفر في نشر الإسلام الذين بذلوا بأرواحهم واموالهم في سيل خدمة هذا الدين وإعلاء كلمته مما جعلهم هدفاً من قبل الغزاة والقوة الاستعمارية لتفتيتهم وتقسيمهم إلى ثلاثة دول ليكونوا فريسة سهلة.
الشعب العفري كما أسلفنا يعتبر من أقدم الشعوب التي استقرت في منطقة القرن الأفريقي منذ آلاف السنين. ويتواجدون في كل من جيبوتي وإثيوبيا وإرتريا وهي قومية مشتركة لا يفصلها إلا حدود مصطنعة وهمية، صنعها الاستعمار وعندهم نسيج اجتماعي وتمازج قومي تجمعهم صلة الرحم والدين واللغة والعادات والتقاليد والثقافة ويواجهون ظروف عديدة قاسية واجتمعت عليهم كوارث طبيعية وبشرية نظراً لظروفهم الاجتماعية والسياسية والدينية ولموقعهم المتميز على ساحل البحر الأحمر وهضبة الحبشة وانعزالهم عن العالم العربي والإسلامي الذي ينتمون إليه رغم أنهم مسلمون 100%.

## نسبهم
هذه القبيلة من القبائل العربية القديمة التي نزحت من جنوب الجزيرة العربية إلى أفريقيا الشرقية ويسميها الاحباش مرة باسم الدناكل ومرة باسم (العفار)، والعفر اسم قبيلة مشهورة في اليمن. كان موطنها في جنوب الجزيرة العربية مما يلي حضرموت وعدن وعلى أثر قيام حروب بينها وبين أحد ملوك اليمن وتشديده الخناق عليها بالحرب والدمار اضطرت للهجرة إلى الحبشة منذ عهد قديم واستوطنت فيها، ويحتمل أن يكون هؤلاء العفاريون من مملكة أوسان التي كانت مزدهرة في جنوب اليمن استمر حكمها من عام 1000 ق.م حتى 540 ق.م وبعد هجرتها إلى الحبشة سمت عاصمتها الجديدة الكائنة في بلاد العفار أوسا طبقاً لعاصمتها القديمة في جنوب الجزيرة. وجميع أفرادها مسلمون منذ القرن العاشر الميلادي. يتحدث العفر لغتهم العفرية، وهي لغة كوشية. والعفر لهم قرابة بشعوب أورومو، وسيداما والصومال والأگاو والبجا. - قبيلة قحطانية، يتصل نسبها إلى عفار بن مهرة بن بن عمرو بن الحاف بن قضاعة بن مالك بن حمير بن سبأ بن يشجب بن يعرب بن قحطان بن هود النبي .. والمفرد: العفاري وذكر في بعض الدراسات ومنها الدراسة الجينية التي في كتاب (جغرافيا الجينات) وهي من أحدث الدراسات وأشهرها والتي تنسب العفار إلى قبائل البجا وهي القبائل الممتدة من جنوب مصر إلى شرق السودان وأن هذه القبائل العفار والبجا تتحدث نفس اللغة الكوشية.

## صفاتهم
العفاريون معتدلو القامة غليظو العضلات ذوو بشرة سوداء ضاربة إلى الاحمرار، وأنوف دقيقة، وشفاه رقيقة، وشعر مجعد كثيف، ومن سجاياهم: الزهد، وشظف العيش والصبر على المكاره، ويمتازون بالقوة البدنية والشجاعة النادرة، ويميلون بفطرتهم إلى القتال، وهم صيادون ماهرون، ويحترفون رعاية المواشي من الإبل والغنم، فينتجعون المراعي، متنقلين من مكان إلى آخر، في طلب الكلأ.
ورغم أن بعض الأفارية هاجروا إلى المدن واعتمدت أسلوب الحياة الحضرية، فإن غالبية قبيلة عفار ظلت من الرعاة الرحل، الذين يرعون الإبل والماعز والأغنام والماشية في الصحراء. خلال موسم الجفاف، وتمثل الجمال أكثر وسائل النقل لديهم.
ويسكن العفاريون في خيم مصنوعة من الحصير مغطاة وتقع على عاتق النساء العفاريات مهام الغذاء من حلب الأبقار والأغنام وتزويد المياة للبيت وبيع الملح المستخرج من الصحراء إلى جانب الحليب والجلود في الأسواق القريبة.
ويتم تنظيم العشائر والأسر، وإلى فئات في القبيلة ويمارس الختان للبنين والبنات في القبيلة، ويسمح للفتيان بالزواج من الاختياري وإن كان يفضل أن يتزوج من المجموعة العرقية الخاصة بها.

## الديانة
شعب عفار أغلبهم مسلمون وبدأ التحول إلى الإسلام في القرن 10 الميلادي بعد الاتصال مع التجار العرب من شبه الجزيرة العربية.

## مناطقهم وأماكن تواجدهم

العلم الإثني للعفر

القبائل العفرية ممتدة على امتداد السلطنة العفرية أو ما يسمى بالمثلث العفري وهي على شاكلة مثلث فلذلك سميت بالمثلث العفري وتبدأ من أثيوبيا فنسبة العفر فيها 4% ويعيشون في منطقة أوسا، وفي أرتريا يمثل العفر نسبة 10% ويعيشون في منطقة دنكلاليا من مصوع إلى حدود جيبوتي طولاً، وفي جيبوتي يمثل العفر نسبة 50% ويسكنون غالبية مناطق جيبوتي تاجورة وأبيخ ودخيل ولكن بفعل الزحف الصومالي على جيبوتي يكاد يكون العفر الأقلية مع كثرة عدد المهاجرين من الصومال وأيضاً بعل السياسة الحاكمة للبلاد التي تتهم بأنها تمارس العنصرية الخفية تجاه الشعب العفري، فالعفر شعب يعيش في منطقة القرن الأفريقي ويبلغ تعداد سكانه أكثر من سبعة ملايين ويتواجد العفر في كُلٍ من إثيوبيا وجيبوتي وإرتريا. وهو شعب له تاريخ قوي وراسخ في منطقة القرن الإفريقي حيث أن السلطات العفرية المتعاقبة كونت ما يسمى بإمارات الطراز الإسلامي التي خاضت حروباً عنيفة مع ممالك الحبشة في الهضبة الحبشية التي هي جزء من أثيوبيا في يومنا الحاضر. وهذه الثوابت المشهودة مدونة في تعرف مناطق العفر على الخرائط ويأتي سردها:
.المناطق التي يسكنها العفر في دولة إرتريا المآشر إليها باللون الأخضر، الشعب العفري في إرتريا قدم الكثير من التضحيات من أجل استقلال إرتريا. استعمرت جيبوتي من قبل فرنسا 120 سنة واستقلت من الاستعمار عام 1977م وكان رئيس الدولة قبل الاستعمار كسلطة وطنية السلطان علي عارف أبوبكر باشا وهو عفري من السكان الأصليين. منطقة العفر المعروفة أيضاً بمنطقة دناكيل والواقعة شمال شرق إثيوبيا، تشتهر بمناظرها الصحراوية والبركانية. وصحراء دناكيل التي تعتبر من المناطق الأكثر حرارة في العالم وتقع على ارتفاع مئة متر تحت سطح البحر، منقسمة بين أثيوبيا وإرتريا وجمهورية جيبوتي. وهذه المنطقة المأهولة من قبائل العفر معروفة بمناجم الملح وبراكينها وحيواناتها البرية ولكن أيضاً بأنها مهد للإنسانية حيث اكتشف الهيكل العظمي الشهير الذي يعود إلى 3.2 مليون سنة وعرف باسم لوسي. ويتوجه مئات السياح كل سنة إلى هذه المنطقة في إطار رحلات منظمة تحت إشراف وكالات سفر مقرها في إثيوبيا أو في أوروبا. والمورد الرئيسي لهذه المنطقة منذ آلاف السنين هو الملح الذي يستخرج من بحيرات مالحة كبرى.
وما عرف به هذا الشعب العريق بأصله الأفريقي عربي بالشجاعة والحروب الطويلة التي دارت بينه وبين سلطنة تغراي وغيرها من المجاميع الحبشية التي قاتلت بشراشة لتصل إلى البحر وأيضاً لنزع وإبعاد الدين الإسلامي من المنطقة ولكن العفر كانوا لهم بالمرصاد.

## وصلات خارجية
- Omniglot - لغة عفر
- Ethnologue - عفر - لغة من لغات إثيوبيا

## انظر ايضاً
- عائشة محمد موسى